# Kanton Grand-Fougeray
Grand-Fougeray is een voormalig kanton van het Franse departement Ille-et-Vilaine. Het kanton maakte deel uit van het arrondissement Redon. Het werd opgeheven bij decreet van 18 februari 2014 met uitwerking op 22 maart 2015.

## Gemeenten
Het kanton Grand-Fougeray omvatte de volgende gemeenten:
- Grand-Fougeray (hoofdplaats)
- La Dominelais
- Sainte-Anne-sur-Vilaine
- Saint-Sulpice-des-Landes